# Neferirkare (8. dynastie)
Neferirkare (Neferirkare II.) byl egyptský faraon z 8. dynastie během prvního přechodného období. Vládl nad oblastí kolem města Memfisu, kde též sídlil. O Neferirkarovi se dochovaly zmínky v abydoském seznamu králů a v turínském seznamu králů, kde je také uvedena doba jeho vlády „1 rok a 6 měsíců“. Neferirkare byl posledním panovníkem 8. dynastie a byl pravděpodobně svržen zakladatelem 9. dynastie Meryibre Chetejem.

## Identita
Farouk Gomaà, William Hayes a Darell Baker ztotožňují Neferirkareho s faraonem Demedžibtawy, který se objevuje na jedné s Koptoských vyhlášek. To odmítl Jürgen von Beckerath, který Neferirkareho identifikuje s Wadžkarem.